# Proletarpigen
Proletarpigen (originaltitel: Die arme Jenny) er en tysk stumfilm fra 1912 instrueret af Urban Gad og med Asta Nielsen i hovedrollen.

## Medvirkende
- Asta Nielsen som Jenny Schmidt
- Leo Peukert som Eduard Reinhold
- Emil Albes som Schmidt
- Hans Staufen som Kellner Fritz Hellmann
- Paula Helmert som Frau Schmidt